# Recuerdos, sueños, pensamientos
Recuerdos, sueños, pensamientos (original en alemán Erinnerungen, Träume, Gedanken) es una obra parcialmente autobiográfica del psiquiatra y psicólogo suizo Carl Gustav Jung, escrita en colaboración con su secretaria y psicóloga Aniela Jaffé.
Fue publicada originalmente en alemán en 1962 (Exlibris), un año después del fallecimiento de Jung, siendo traducida posteriormente en inglés en 1963 (Pantheon Books). La primera y única traducción en castellano se publicó en 1964.
Los extensos Protocolos originales en los que se fundamentó la autobiografía, omitidos y censurados inicialmente, han sido editados ya por Philemon Foundation y serán publicados por Princeton University Press el 2 de diciembre de 2025.

## Elaboración
En 1956, Kurt Wolff, editor y propietario de Pantheon Books, expresó su deseo de publicar una biografía de la vida de Jung. La doctora Jolande Jacobi, colaboradora de Jung, propuso a Aniela Jaffé como biógrafa. En un principio Jung estuvo muy reticente a cooperar con Jaffé, pero debido a su creciente convicción en la importancia del trabajo llegó a estar más implicado en el proyecto y comenzó escribiendo parte del texto él mismo. En total, Jung escribió los tres primeros capítulos de su infancia y adultez temprana, el capítulo titulado "Reflexiones finales" y el de sus viajes a Kenia y Uganda. El resto del texto fue escrito por Jaffé a través de la conversación directa con Jung.
El contenido y disposición de los manuscritos aún inéditos fue muy disputado. La familia de Jung, interesada en salvaguardar del público su vida privada, optó por supresiones y otros cambios. Quienes participaron en su publicación exigieron recortes masivos en la longitud del texto para mantener bajo el precio de impresión. Jaffé misma fue acusada de censura cuando comenzó a ejercer su autoridad como editora, delegada por Jung, a efectos de reelaborar algunos de sus pensamientos sobre el cristianismo que consideró demasiado polémicos. Finalmente, el texto disputado (incluyendo un capítulo titulado "Encuentros" detallando algunas amistades de Jung y relaciones con varias personas) fue integrado en otros capítulos y Pantheon Books detuvo su impulso por continuar con las supresiones tras la protesta de Jaffé y otros. El libro, en su versión inglesa, fue finalmente publicado en 1963, dos años después de la muerte de Jung. Se ha seguido imprimiendo desde entonces.

## Edición ampliada
En diciembre de 2018, Philemon Foundation anunció la publicación de los protocolos originales de la autobiografía de Jung.
Recuerdos, sueños, pensamientos de C. G. Jung comprendió material compilado y editado por Aniela Jaffé sobre la base de sus conversaciones con Jung y se complementó con las propias memorias de Jung sobre los primeros años de su vida y otros materiales autobiográficos, con la participación del editor de Pantheon Kurt Wolff, quien inició el proyecto. Sin embargo, tras bambalinas, hubo una compleja historia de composición, edición y supuesta censura.
Los protocolos de las conversaciones originales de Aniela Jaffé con Jung revelan que en la versión publicada se retuvo material significativo, y que mucho se había editado. Mientras que la versión publicada de Recuerdos, sueños, pensamientos de C. G. Jung se presentó en forma de una narrativa de vida más o menos cronológica, los protocolos muestran a Jung abarcando una variedad de temas de forma asociativa en una sola conversación y descubriendo conexiones significativas de las que no se había dado cuenta hasta entonces, ayudado por el delicado interrogatorio de Aniela Jaffé y las sugerencias de Kurt Wolff.
Los protocolos presentan no solo recuerdos de tiempos pasados sino un capítulo crítico en la evolución de la autocomprensión de Jung y la elaboración de su trabajo, así como una ventana a su propia cosmología personal, tal y como la elaboró en su Libro rojo y en sus Libros negros, y que solo la insinuó en sus escritos publicados. Funcionan como un puente que une la vida y las relaciones personales de Jung con su trabajo y colaboraciones profesionales. Para un lector contemporáneo, brindan una vívida impresión de estar en presencia de Jung y escucharlo hablar abiertamente sobre su vida de una manera que es a su vez una búsqueda profunda, ingeniosa y melancólica.
El albacea literario de la herencia de Aniela Jaffé, Robert Hinshaw, y la Fundación de las Obras de C. G. Jung acordaron una publicación completa de los protocolos de Aniela Jaffé sobre los recuerdos de Jung. El volumen sería editado por Sonu Shamdasani junto a los editores consultores Thomas Fischer y Robert Hinshaw, publicándose en inglés en Princeton University Press dentro de las Philemon Series de Philemon Foundation. La finalización de la edición por parte de Philemon estuvo prevista inicialmente en cuatro años (2022), estimándose la fecha de publicación por Princeton para 2024-2025. El 27 de noviembre de 2024, la fundación anunció a través de las redes sociales que Jung’s Life and Work: Interviews for Memories, Dreams, Reflections with Aniela Jaffé se publicaría en 2025 sin fecha confirmada. Estaría editado por Sonu Shamdasani, con Thomas Fischer como editor consultor, y traducido por Heather McCartney y John Peck. Finalmente, el 18 de marzo de 2025 Princeton anunció su publicación para el 2 de diciembre del mismo año.

## Edición en castellano
Existe una única edición de Recuerdos, sueños, pensamientos en el ámbito hispanohablante, publicada por la editorial Seix Barral en 1964, que adolece sin embargo de una falta de estandarización de la terminología junguiana (estandarización ya efectuada y disponible en la Obra Completa finalizada por la Editorial Trotta) así como de una traducción muy deficiente y carente de corrección en el transcurso del tiempo (por ejemplo, uso del término «mismo» en vez de «sí-mismo» o confusión al utilizarse los términos «persona» o «yo» en vez de «sí-mismo», error inexistente en el idioma original al establecerse la diferenciación correcta con los términos adecuados):
- Jaffé, Aniela (1964/2021). Recuerdos, sueños, pensamientos. Traducción María Rosa Borrás Borrás. Barcelona: Seix Barral. ISBN 978-84-322-3873-4.